# Paulo Roberto Curtis Costa
Paulo Roberto Curtis Costa (Viamão, 27 de janeiro de 1962) é um ex-futebolista brasileiro que jogava como lateral-direito.

## Carreira
Paulo Roberto foi revelado pelo Grêmio em 1981, em um pequeno clube de futebol amador de Viamão chamado Tamoio Futebol Clube. No tricolor gaúcho, foi campeão do Campeonato Brasileiro de 1981, e da Libertadores e da Copa Intercontinental em 1983.
Saiu do Rio Grande do Sul para ir para futebol paulista. Jogou em outro tricolor, o São Paulo, e depois no Santos. Paulo Roberto acertou em 1986 com o Vasco. Em sua passagem pelo futebol do Rio de Janeiro, o lateral foi campeão do estadual em 1987 e 1988 pelo clube da Cruz Pátea. Saindo do Vasco, foi para o Botafogo em 1989 para substituir Josimar que se transferiu para o Flamengo, onde novamente foi campeão carioca, em 1990.
Deixou o Botafogo ao final de 1991 para ir para o Cruzeiro. Paulo Roberto venceu a Supercopa Libertadores em 1992, a Copa do Brasil de 1993 e o Campeonato Mineiro de Futebol em 1992 e 1994.Em 1994 dosputou o Brasileirão pelo Corinthians sendo vice campeão. Em 1995, transferiu-se para o rival Atlético Mineiro e repetiu o feito vencendo o estadual pelo Atletico naquele ano.
Paulo Roberto defendeu ainda o Fluminense de 1996 a 1997, passou pelo Cerro Porteño do Paraguai em 1998 e encerrou sua carreira no Canoas Sport Club, do Rio Grande do Sul, no ano 2000.

## Títulos
Grêmio
- Campeonato Brasileiro: 1981
- Copa Libertadores: 1983
- Copa Intercontinental: 1983

Vasco da Gama
- Campeonato Carioca: 1987 e 1988
- Troféu Ramón de Carranza: 1987 e 1988
- Taça Guanabara: 1986 e 1987
- Taça Rio: 1988
- Copa Ouro (EUA): 1987
- Copa TAP: 1987

Seleção Carioca
- Campeonato Brasileiro de Seleções Estaduais: 1987

Botafogo
- Campeonato Carioca: 1990
- Torneio da Amizade de Veracruz (México): 1990

Cruzeiro
- Supercopa Libertadores: 1992
- Copa do Brasil: 1993
- Campeonato Mineiro: 1992 e 1994

Atlético-MG
- Campeonato Mineiro: 1995

Seleção Brasileira
- Torneio Internacional de Toulon: 1981

## Seleção Brasileira
Pela Seleção Brasileira principal, Paulo Roberto atuou sete vezes. Participou do vice-campeonato da Copa_América_1983, quando jogou contra a Argentina (24 ago.), o Paraguai (semifinal, 13 out.) e o Uruguai (final, 04 nov.).
Em junho de 1989, foi novamente convocado e participou de quatro amistosos na Europa: Suécia (dia 16), Dinamarca (dia 18), Suíça (dia 21) e AC Milan (dia 22).

## Curiosidades
- Paulo Roberto é o futebolista que atuou por mais clubes de massa no Brasil, com 9 times diferentes (Atlético-MG, Botafogo, Corinthians, Cruzeiro, Fluminense, Grêmio, Santos, São Paulo e Vasco)[4] Em 1993 conseguiu um feito Histórico ,chutou uma bola pra fora do Mineirão, apenas ele, Nelinho e o goleiro Victor, em 2015, fizeram tal feito.